# Овдиенко, Николай Андреевич
Николай Андреевич Овдиенко (1915, Армянский Базар, Таврическая губерния — 10 ноября 1969, Симферополь) — советский партийный деятель.  Председатель исполкома Симферопольского горсовета (1952—1953).

## Биография
Родился в 1915 году в поселке Армянск Крымской области в крестьянской семье. Окончил школу ФЗО. В 1933-1934 годах помощник машиниста паровоза на Керченском металлургическом заводе им. Войкова. В 1934-1942 годах секретарь комитета ВЛКСМ ремонтных цехов Керченского металлургического завода им. Войкова, 1-й секретарь Керченского горкома ВЛКСМ, 2-й секретарь Кировского райкома ВКП(б) Керчи. Член КПСС с 1939 года. 
С августа 1942 младший политрук, политрук 4-го кавполка 9-й гвардейской кавдивизии. В период временной оккупации Северного Кавказа он был комиссаром партизанского отряда. Медаль «За отвагу» (13.12.1942).
В 1942-1943 годах секретарь Советского райкома ВКП(б) Ставропольского края. В 1943-1946 годах секретарь Крымского обкома ВЛКСМ. В 1946-1947 годах секретарь, в 1949-1952 годах 2-й секретарь Симферопольского горкома ВКП(б). 1949 году закончил областную партийную школу. В 1952-1953 годах председатель исполкома Симферопольского городского совета депутатов трудящихся. В 1955-1969 годах начальник управления профессионально-технического образования Крымского облисполкома. Скончался 10 ноября 1969 года.